# Lego Atlantis
Lego Atlantis var en produktlinje produceret af den danske legetøjskoncern LEGO. Serien blev annonceret i 2009, lanceret i 2010 og blev fremstillet frem til 2011. Temaet omhandlede undervandsbyen Atlantis og indeholdt sæt med undervandsfartøjer, heroiske dykkere og haj-krigere. I alt udkom der 19 sæt. I Legoland Windsor Resort blev der opført en forlystelse med Atlantis som tema.